# Schenck Peak
Der Schenck Peak ist ein rund 500 m hoher Berg auf der westantarktischen Rothschild-Insel. In den Desko Mountains ragt er 3 km südwestlich des Morrill Peak auf der Hole-Halbinsel im Südosten der Insel auf.
Das Advisory Committee on Antarctic Names benannte ihn nach Commander James N. Schenck (1927–2010), Leitender Offizier des Eisbrechers USCGC Staten Island bei der Operation Deep Freeze des Jahres 1971.